# Міжнародна неоекономічна інтеграція
Міжнародна неоекономічна інтеграція - це вища форма прояву інтернаціоналізації господарського життя світової спільноти. В загальному вигляді економічну інтеграцію можна визначити як об'єктивний процес розвитку глибоких стійких взаємозв'язків і поділу праці між національними господарствами і виникнення міжнародних господарських комплексів як в рамках груп держав, так і в глобальному масштабі.
Формами міжнародної економічної інтеграції виступають:
1. Зона вільної торгівлі - пільгова зона регіонального типу, у межах  якої підтримується  вільна  від  митних  і  кількісних обмежень міжнародна торгівля країн, які входять у гаку зону. Зони вільної торгівлі сприяють зростанню внутрішньої, а на цій основі     і взаємної торгівлі країн-членів. Найрозвиненішою з таких зон є Зона вільної торгівлі промисловими товарами в Європі.
2. Митний союз - спільна митна територія двох і більше країн з повною ліквідацією мит у взаємних відносинах і з єдиним митним тарифом відносно третіх країн. Мета створення митного союзу: полегшити торгівлю країн-учасниць і, в той же час, не створити додаткових перепон у торгівлі з третіми країнами. ВТО дуже ретельно слідкує за дотриманням цього положення серед своїх членів.
3. Спільний ринок - об'єднання національних ринків декількох країн в єдиний великий ринок з вільним переміщенням у його межах капіталів, товарів, послуг і робочої сили.
4. Економічний   союз   -   об'єднання   національних   економік декількох країн на основі митного союзу, спільного ринку, уніфікації фінансових систем і проведення спільної валютної політики.
5. Політичний союз - об'єднання країн на основі укладення спільного договору з метою проведення спільної політики у всіх сферах суспільного життя.
6. Міжнародні організації, угрупування, комплекси — об'єднання країн чи інших суб'єктів за окремими інтересами (або групою окремих інтересів) для спільного здійснення різноманітних заходів, спрямованих на їхнє задоволення.
Об'єктивний характер економічної інтеграції не означає, що вона здійснюється спонтанно, стихійно, поза рамками управління з боку держави і міждержавних органів. Формування регіональних інтеграційних комплексів має договірно-правову базу. Групи країн на основі взаємних угод об'єднуються в регіональні міждержавні комплекси і проводять спільну регіональну політику в різних сферах життя.
Серед численних інтеграційних угрупувань можна виділити в Західній Європі ЄС і ЄАВТ, у Північній Америці - НАФТА, регіональні і субрегіональні інтеграційні формування у Латинській Америці, Азії, Африці. Історично найбільш чітко інтеграційні процеси проявилися в Західній Європі, де у другій половині XX ст. створюється єдиний економічний простір цілого регіону, в рамках якого інтеграція досягла найдовершеніших форм.
Відправним моментом західноєвропейської інтеграції стало утворення у 195) році Європейського об'єднання вугілля і сталі. Пізніше виникли Європейське економічне співтовариство та Євратом. На основі цих трьох співтовариств і виник сучасний Європейський Союз.
У 1987 році між членами європейських співтовариств був підписаний Єдиний європейський акт, за яким передбачалось створення Сполучених Штатів Європи, в межах яких не має бути національних кордонів і перепон на шляху переміщень людей, капіталів, товарів і послуг. З цією метою у майбутньому повинні бути введені єдині: громадянський паспорт; валюта; податки; система стандартів; система комунікацій і транспорту; спільна митна система.
За таким же актом скасовуються усі платежі та регулюючі інструкції, спрямовані на обмеження взаємної торгівлі. Будуть визнавати рівноцінними національні дипломи про освіту.
7 лютого 1992 року держави-члени Європейських співтовариств підписали Договір про Європейський Союз. З 1 листопада 1993 року Договір набрав чинності, тобто з цього моменту починається відлік часу існування Європейського Союзу. На даний час членами Європейського Союзу (ЄС) є такі країни: Австрія, Бельгія, Велика Британія, Греція, Данія, Ірландія, Іспанія, Італія, Люксембург, Нідерланди, Португалія, Фінляндія, Франція, ФРН, Швеція, Польща, Чехія, Словаччина, Угорщина, Словенія, Литва, Латвія, Естонія, Мальта, Кіпр - всього 25 країн. Останні десять країн приєднались до ЄС у травні 2004 року.
Головна особливість існування й функціонування ЄС полягає в тому, що його органи наділені повноваженнями на прийняття з ряду питань співробітництва ухвал, які мають безпосередню обов'язкову силу для країн-членів.
Основні завдання Європейського Союзу:
- сприяння    економічному    й    соціальному    прогресу,    його збалансованості і стійкості (для цього необхідне створення простору без внутрішніх кордонів, підсилення економічного й соціальною зближення, заснування економічного й валютного союзу, включаючи запровадження єдиної валюти);
- затвердити свій статус і призначення на міжнародній арені (робити це шляхом проведення спільної зовнішньої політики та політики безпеки, включаючи можливе формування спільної оборонної політики, яка з часом призведе до спільної оборони);
- підсилювати захист прав та інтересів громадян країн-членів (шляхом введення громадянства ЄС);
-  розвивати тісне співробітництво у сфері юстиції та внутрішніх справ;
-      зберігати, а при необхідності, й переглядати та удосконалювати систему зв'язків і відносин, яка склалася у співтовариствах. Спеціалісти передбачають, що розвиток західноєвропейської
інтеграції проявиться у таких напрямках:  
-    економія на масштабах виробництва; 
-  зниження витрат виробництва;  
-   відбуватиметься   прискорення   науково-технічного   прогресу, удосконалення   організації   виробництва,   якості   продукції, розширення її асортименту;
-  підвищення темпів економічного зростання;
-   поліпшення  умов торгівлі,  збільшення  позитивного сальдо торговельного балансу.
В Європі інтеграційні процеси відбуваються і в інших регіонах, але вони не досягнули такої глибини, як у Західній Європі. Другою за часом існування та за результатами функціонування є Європейська асоціація вільної торгівлі (ЄАВТ), що створена у 1960 році.
Завдання ЄАВТ:
-  створення зони вільної торгівлі промисловими товарами;
-   розвиток економічної активності;
-   досягнення повної зайнятості та фінансової стабільності;
-  зростання продуктивності праці;
- раціональне використання ресурсів.
Цій асоціації притаманні такі особливості:
- високий рівень розвитку промисловості та велика питома вага зовнішньої торгівлі в економіці країн-учасниць;
-  суверенні права країн-учасниць і відсутність наднаціональних інститутів;
-   вільна зовнішньоекономічна політика з третіми країнами;
- відсутність прагнення до створення економічного союзу або ще більшої інтеграції.
Необхідно відзначити, що з 1993 року країни ЄАВТ отримали в ЄС режим найбільшого сприяння в торгівлі з країнами ЄС, а Австрія, Швеція й Фінляндія навіть вступили у 1995 році в ЄС. Крім них, до ЄАВТ входять Ісландія, Норвегія та Швейцарія.
У Центральній та Східній Європі зародилися або зароджуються й інші інтеграційні угрупування. На теренах Центральної Європи створено Центральну європейську ініціативу. У причорноморській зоні  зародилось  Чорноморське  економічне  співробітництво,  яке навіть заснувало Чорноморський банк реконструкції та розвитку. Країни колишньої Радянської Прибалтики об'єдналися в Союз Балтійських держав. Решта країн, що також утворилися на теренах колишньою Радянського Союзу, спробували об'єднатися в Союз Незалежних Держав, а тепер намагаються, щоправда, із суперечливими намірами і зусиллями, надати цьому інтеграційному угрупуванню життєздатного режиму функціонування. Розробляються також перспективні проекти створення малих регіональних зон прикордонного співробітництва (наприклад, Карпатський Єврорегіон).
Ще один з найбільших і найбагатших об'єднаних ринків склався у Північній Америці після об'єднання національних ринків Канади, США та Мексики у рамках Північноамериканської угоди про вільну торгівлю NAFA). Специфічність цього ринку характеризують такі риси:
-   це об'єднання лише трьох, але великих як за територією й населенням, так і за економічним потенціалом країн (мала кількість країн дає змогу легше домовитись при вирішенні спірних питань, а велика територія, достатньо велика кількість населення і величезний економічний потенціал дозволяє звести проблему економічних ресурсів до мінімуму);
-  основою   даного   ринку   є   економіка   світового   лідера   з конкурентоспроможності США, населення яких, між іншим, складали 69% населення даної зони;
-   більша частина зовнішньоторговельного обороту Канади (74%) і Мексики (65%) припадає на торгівлю із США;
-  розташований цей ринок майже на однаковій відстані від Західної Свропи і від Азіатсько-Тихоокеанського регіону (це дає можливість рівномірно розвивати економічні зв'язки як з одним світовим економічним центром, так і з іншим);
-   існує реальна можливість у майбутньому розширити цей ринок на інші країни Латинської Америки.
Зародилась НАФТА у вигляді Угоди про вільну торгівлю між Канадою та США, що набрала чинності в 1989 році, а в 1994 році перетворилася на союз трьох держав: Канади, Мексики та США.
Мета створення НАФТА:
-   усунення митних обмежень у взаємній торгівлі;
- досягнення високого рівня інтеграції ринків товарів, капіталу, технологій та трудових ресурсів;
-  досягнення   майже   повної   незалежності   від   зовнішнього постачання енергоресурсів;
-   посилення   конкурентоспроможності   північноамериканського економічного центру в порівнянні із західноєвропейським та азіатсько-тихоокеанським центрами.
У світі існують й інші значні та менш значні інтеграційні угрупування. Наприклад, у Латинській Америці - це Латиноамериканська асоціація інтеграції (ЛААІ), Співтовариство та спільний ринок країн Карибського басейну (КАРИКОМ), Центральноамериканський спільний ринок (ЦАСР), і Азії - Асоціація країн Південно-Східної Азії (АСЕАН), Асоціація регіонального співтовариства Південної Азії (СААРК), в Африці - Економічне співтовариство держав Західної Африки (ЕКОВАС), Південно-Африканська конференція з координації (САДКК), Економічне співтовариство країн регіону Великих озер, Центральноафриканський економічний союз тощо.
Міжнародна неоекономічна інтеграція - це вища форма прояву інтернаціоналізації господарського життя світової спільноти. В загальному вигляді економічну інтеграцію можна визначити як об'єктивний процес розвитку глибоких стійких взаємозв'язків і поділу праці між національними господарствами і виникнення міжнародних господарських комплексів як в рамках груп держав, так і в глобальному масштабі.
Формами міжнародної економічної інтеграції виступають:
1. Зона вільної торгівлі - пільгова зона регіонального типу, у межах  якої підтримується  вільна  від  митних  і  кількісних обмежень міжнародна торгівля країн, які входять у гаку зону. Зони вільної торгівлі сприяють зростанню внутрішньої, а на цій основі     і взаємної торгівлі країн-членів. Найрозвиненішою з таких зон є Зона вільної торгівлі промисловими товарами в Європі.
2. Митний союз - спільна митна територія двох і більше країн з повною ліквідацією мит у взаємних відносинах і з єдиним митним тарифом відносно третіх країн. Мета створення митного союзу: полегшити торгівлю країн-учасниць і, в той же час, не створити додаткових перепон у торгівлі з третіми країнами. ВТО дуже ретельно слідкує за дотриманням цього положення серед своїх членів.
3. Спільний ринок - об'єднання національних ринків декількох країн в єдиний великий ринок з вільним переміщенням у його межах капіталів, товарів, послуг і робочої сили.
4. Економічний   союз   -   об'єднання   національних   економік декількох країн на основі митного союзу, спільного ринку, уніфікації фінансових систем і проведення спільної валютної політики.
5. Політичний союз - об'єднання країн на основі укладення спільного договору з метою проведення спільної політики у всіх сферах суспільного життя.
6. Міжнародні організації, угрупування, комплекси — об'єднання країн чи інших суб'єктів за окремими інтересами (або групою окремих інтересів) для спільного здійснення різноманітних заходів, спрямованих на їхнє задоволення.
Об'єктивний характер економічної інтеграції не означає, що вона здійснюється спонтанно, стихійно, поза рамками управління з боку держави і міждержавних органів. Формування регіональних інтеграційних комплексів має договірно-правову базу. Групи країн на основі взаємних угод об'єднуються в регіональні міждержавні комплекси і проводять спільну регіональну політику в різних сферах життя.
Серед численних інтеграційних угрупувань можна виділити в Західній Європі ЄС і ЄАВТ, у Північній Америці - НАФТА, регіональні і субрегіональні інтеграційні формування у Латинській Америці, Азії, Африці. Історично найбільш чітко інтеграційні процеси проявилися в Західній Європі, де у другій половині XX ст. створюється єдиний економічний простір цілого регіону, в рамках якого інтеграція досягла найдовершеніших форм.
Відправним моментом західноєвропейської інтеграції стало утворення у 195) році Європейського об'єднання вугілля і сталі. Пізніше виникли Європейське економічне співтовариство та Євратом. На основі цих трьох співтовариств і виник сучасний Європейський Союз.
У 1987 році між членами європейських співтовариств був підписаний Єдиний європейський акт, за яким передбачалось створення Сполучених Штатів Європи, в межах яких не має бути національних кордонів і перепон на шляху переміщень людей, капіталів, товарів і послуг. З цією метою у майбутньому повинні бути введені єдині: громадянський паспорт; валюта; податки; система стандартів; система комунікацій і транспорту; спільна митна система.
За таким же актом скасовуються усі платежі та регулюючі інструкції, спрямовані на обмеження взаємної торгівлі. Будуть визнавати рівноцінними національні дипломи про освіту.
7 лютого 1992 року держави-члени Європейських співтовариств підписали Договір про Європейський Союз. З 1 листопада 1993 року Договір набрав чинності, тобто з цього моменту починається відлік часу існування Європейського Союзу. На даний час членами Європейського Союзу (ЄС) є такі країни: Австрія, Бельгія, Велика Британія, Греція, Данія, Ірландія, Іспанія, Італія, Люксембург, Нідерланди, Португалія, Фінляндія, Франція, ФРН, Швеція, Польща, Чехія, Словаччина, Угорщина, Словенія, Литва, Латвія, Естонія, Мальта, Кіпр - всього 25 країн. Останні десять країн приєднались до ЄС у травні 2004 року.
Головна особливість існування й функціонування ЄС полягає в тому, що його органи наділені повноваженнями на прийняття з ряду питань співробітництва ухвал, які мають безпосередню обов'язкову силу для країн-членів.
Основні завдання Європейського Союзу:
- сприяння    економічному    й    соціальному    прогресу,    його збалансованості і стійкості (для цього необхідне створення простору без внутрішніх кордонів, підсилення економічного й соціальною зближення, заснування економічного й валютного союзу, включаючи запровадження єдиної валюти);
- затвердити свій статус і призначення на міжнародній арені (робити це шляхом проведення спільної зовнішньої політики та політики безпеки, включаючи можливе формування спільної оборонної політики, яка з часом призведе до спільної оборони);
- підсилювати захист прав та інтересів громадян країн-членів (шляхом введення громадянства ЄС);
-  розвивати тісне співробітництво у сфері юстиції та внутрішніх справ;
-      зберігати, а при необхідності, й переглядати та удосконалювати систему зв'язків і відносин, яка склалася у співтовариствах. Спеціалісти передбачають, що розвиток західноєвропейської
інтеграції проявиться у таких напрямках:  
-    економія на масштабах виробництва; 
-  зниження витрат виробництва;  
-   відбуватиметься   прискорення   науково-технічного   прогресу, удосконалення   організації   виробництва,   якості   продукції, розширення її асортименту;
-  підвищення темпів економічного зростання;
-   поліпшення  умов торгівлі,  збільшення  позитивного сальдо торговельного балансу.
В Європі інтеграційні процеси відбуваються і в інших регіонах, але вони не досягнули такої глибини, як у Західній Європі. Другою за часом існування та за результатами функціонування є Європейська асоціація вільної торгівлі (ЄАВТ), що створена у 1960 році.
Завдання ЄАВТ:
-  створення зони вільної торгівлі промисловими товарами;
-   розвиток економічної активності;
-   досягнення повної зайнятості та фінансової стабільності;
-  зростання продуктивності праці;
- раціональне використання ресурсів.
Цій асоціації притаманні такі особливості:
- високий рівень розвитку промисловості та велика питома вага зовнішньої торгівлі в економіці країн-учасниць;
-  суверенні права країн-учасниць і відсутність наднаціональних інститутів;
-   вільна зовнішньоекономічна політика з третіми країнами;
- відсутність прагнення до створення економічного союзу або ще більшої інтеграції.
Необхідно відзначити, що з 1993 року країни ЄАВТ отримали в ЄС режим найбільшого сприяння в торгівлі з країнами ЄС, а Австрія, Швеція й Фінляндія навіть вступили у 1995 році в ЄС. Крім них, до ЄАВТ входять Ісландія, Норвегія та Швейцарія.
У Центральній та Східній Європі зародилися або зароджуються й інші інтеграційні угрупування. На теренах Центральної Європи створено Центральну європейську ініціативу. У причорноморській зоні  зародилось  Чорноморське  економічне  співробітництво,  яке навіть заснувало Чорноморський банк реконструкції та розвитку. Країни колишньої Радянської Прибалтики об'єдналися в Союз Балтійських держав. Решта країн, що також утворилися на теренах колишньою Радянського Союзу, спробували об'єднатися в Союз Незалежних Держав, а тепер намагаються, щоправда, із суперечливими намірами і зусиллями, надати цьому інтеграційному угрупуванню життєздатного режиму функціонування. Розробляються також перспективні проекти створення малих регіональних зон прикордонного співробітництва (наприклад, Карпатський Єврорегіон).
Ще один з найбільших і найбагатших об'єднаних ринків склався у Північній Америці після об'єднання національних ринків Канади, США та Мексики у рамках Північноамериканської угоди про вільну торгівлю NAFA). Специфічність цього ринку характеризують такі риси:
-   це об'єднання лише трьох, але великих як за територією й населенням, так і за економічним потенціалом країн (мала кількість країн дає змогу легше домовитись при вирішенні спірних питань, а велика територія, достатньо велика кількість населення і величезний економічний потенціал дозволяє звести проблему економічних ресурсів до мінімуму);
-  основою   даного   ринку   є   економіка   світового   лідера   з конкурентоспроможності США, населення яких, між іншим, складали 69% населення даної зони;
-   більша частина зовнішньоторговельного обороту Канади (74%) і Мексики (65%) припадає на торгівлю із США;
-  розташований цей ринок майже на однаковій відстані від Західної Свропи і від Азіатсько-Тихоокеанського регіону (це дає можливість рівномірно розвивати економічні зв'язки як з одним світовим економічним центром, так і з іншим);
-   існує реальна можливість у майбутньому розширити цей ринок на інші країни Латинської Америки.
Зародилась НАФТА у вигляді Угоди про вільну торгівлю між Канадою та США, що набрала чинності в 1989 році, а в 1994 році перетворилася на союз трьох держав: Канади, Мексики та США.
Мета створення НАФТА:
-   усунення митних обмежень у взаємній торгівлі;
- досягнення високого рівня інтеграції ринків товарів, капіталу, технологій та трудових ресурсів;
-  досягнення   майже   повної   незалежності   від   зовнішнього постачання енергоресурсів;
-   посилення   конкурентоспроможності   північноамериканського економічного центру в порівнянні із західноєвропейським та азіатсько-тихоокеанським центрами.
У світі існують й інші значні та менш значні інтеграційні угрупування. Наприклад, у Латинській Америці - це Латиноамериканська асоціація інтеграції (ЛААІ), Співтовариство та спільний ринок країн Карибського басейну (КАРИКОМ), Центральноамериканський спільний ринок (ЦАСР), і Азії - Асоціація країн Південно-Східної Азії (АСЕАН), Асоціація регіонального співтовариства Південної Азії (СААРК), в Африці - Економічне співтовариство держав Західної Африки (ЕКОВАС), Південно-Африканська конференція з координації (САДКК), Економічне співтовариство країн регіону Великих озер, Центральноафриканський економічний союз тощо.